# Tension II
Tension II es el decimoséptimo álbum de estudio de la cantante australiana Kylie Minogue, lanzado el 18 de octubre de 2024 a través de BMG Rights Management en colaboración con su compañía Darenote. Publicado en formatos digitales, físicos y para streaming, es la secuela de Tension y se comercializó como el complemento «de alta energía y octanaje» de su predecesor. En él participan nuevos productores y colaboradores, junto a los habituales Duck Blackwell, Richard «Biff» Stannard, Peter «Lostboy» Rycroft e Ina Wroldsen. Con una propuesta que fusiona dance pop y pop electrónico, Tension II incorpora elementos de música club, disco y synth pop, y aborda temáticas relacionadas con el amor, la envidia, la soledad y la moda. 
La crítica musical comparó su sonido y producción con los de Tension y de Disco. Además, previo a su lanzamiento se publicaron varios sencillos colaborativos, entre ellos «My Oh My», en el que participaron Bebe Rexha y Tove Lo, junto a «Dance Alone» con Sia, «Midnight Ride» con Orville Peck y Diplo, y «Edge of Saturday Night» con The Blessed Madonna. El disco fue aclamado por la mayoría de las reseñas musicales. La crítica destacó su carácter «bailable» y la actitud de Minogue en todo el disco, llegando algunos a considerarlo superior a su predecesor y una de sus mejores propuestas. Pocos se mostraron ambivalentes respecto a los esfuerzos colaborativos y a la ausencia de material pegadizo. «Lights Camera Action» es el sencillo principal del álbum, estrenado el 27 de septiembre de 2024. La gira Tension Tour, en apoyo de ambos discos, se inició en Perth en febrero de 2025 y recorrerá Australia, Asia, Europa, Norteamérica y el Reino Unido, con presentaciones adicionales en Sudamérica.

## Desarrollo
[Publicar Tension II] no era la intención. Desearía haber tenido esta gran idea cuando estábamos haciendo Tension: 'Oye, tenemos suficiente material, guardémoslo para Tension II. [...] Empezamos a tomar ese rumbo, pero, gracias al éxito de «Padam Padam», me enviaron más canciones de lo que se enviaba quizás el año anterior. No habría sido el nombre que los compositores externos consideraban [en ese entonces] para la canción adecuada. Además, estuve en el estudio con grandes escritores. En resumen, soy más de escribir a mano y seguí anotando todas las listas de canciones en las que estábamos trabajando.
Minogue en una entrevista con Vogue.

El 22 de septiembre de 2023, Minogue lanzó Tension, y para promocionarlo, lanzó varios sencillos, como «Padam Padam» y un tema homónimo. En enero de 2024, Variety informó que sería reempaquetado y lanzado nuevamente más tarde ese año. Inicialmente, Minogue no tenía intención de crear un nuevo disco y planeaba ampliar el material de su trabajo anterior. Sin embargo, tras evaluar diversas canciones no incluidas y al tener la oportunidad de trabajar con nuevos productores y compositores para una secuela, optó por descartar el reempaquetado de Tension en favor de un proyecto totalmente nuevo. En julio, confirmó que estaba trabajando en nueva música y sugirió un posible regreso en vivo en el Reino Unido. Anticipó novedades en sus redes sociales mediante el acrónimo «MOM», que resultó ser su sencillo «My Oh My», en colaboración con Bebe Rexha y Tove Lo. Dicho acrónimo también inspiró la estética zodiacal Géminis de la portada y el título de Tension II. Posteriormente, lanzó «Edge of Saturday Night», que cuenta con la participación de The Blessed Madonna. Minogue dejó entrever un anuncio en sus redes sociales el 18 de septiembre y, al día siguiente, reveló el álbum, sus formatos de lanzamiento y sencillo principal, «Lights Camera Action», y la gira Tension Tour. Tension II es, además, su primer proyecto secuela.
Tension II incluye todas las colaboraciones de Minogue en 2024. Ciertas canciones, como «Edge of Saturday Night», se concibieron originalmente en 2020 durante el confinamiento por la pandemia de COVID-19. Inicialmente, la pista fue una colaboración con Raye, quien figura como coautora; sin embargo, por compromisos con otros lanzamientos, no participó en la grabación final y el tema fue asignado a Minogue.

## Música y canciones

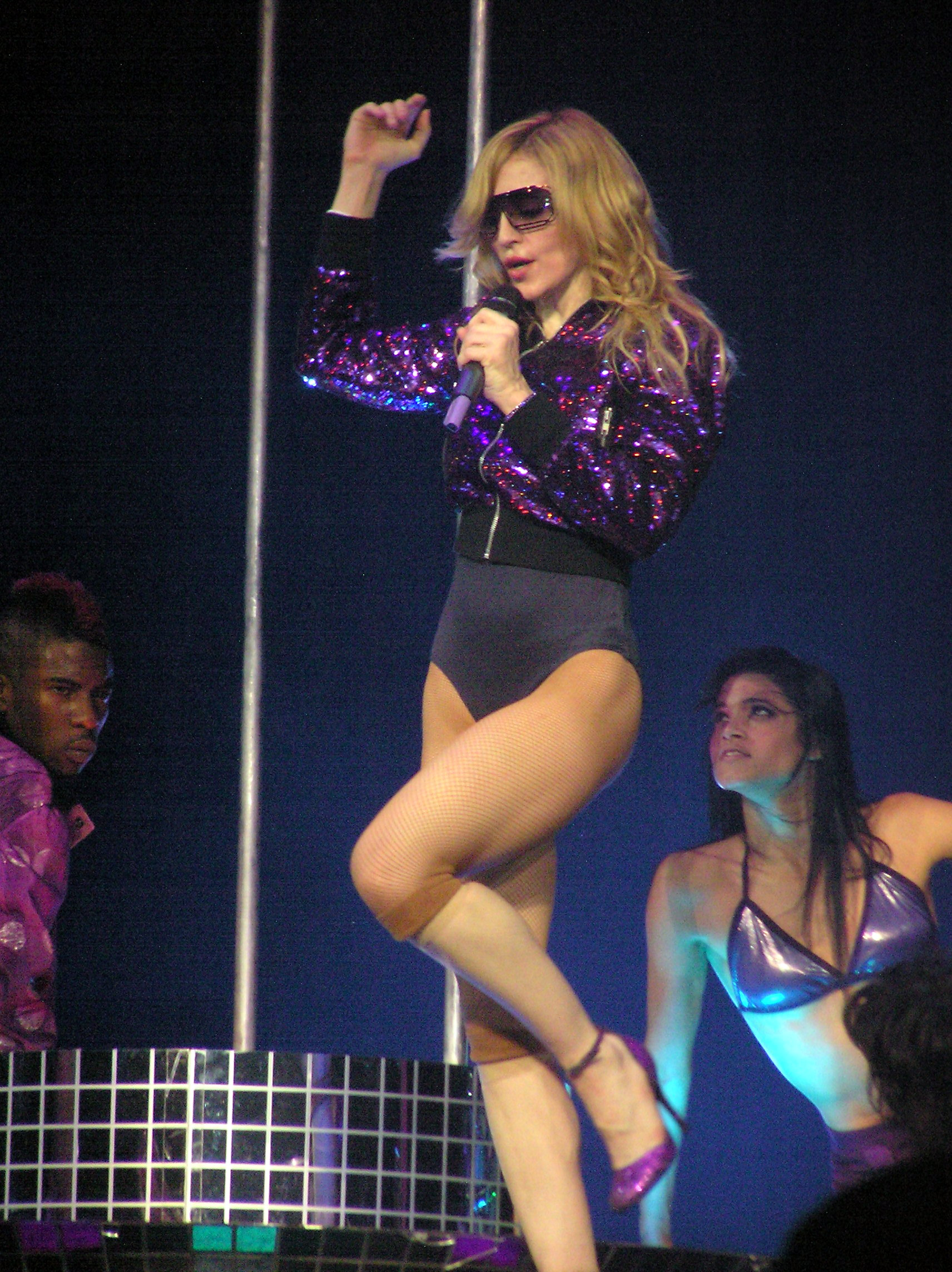
La canción «Taboo» fue comparada por la crítica con temas de ABBA y Madonna (en la imagen).

Tension II es un álbum de pop, dance pop y EDM que incluye elementos de disco, pop electrónico y synth pop. Fue comercializado como la versión «de alta energía y alto octanaje» de su predecesor, con «himnos para la pista de baile» y un sonido más orientado a lo electrónico. Algunos críticos lo compararon con el trabajo realizado en Tension y con Disco, y señalaron similitudes con la producción y el sonido del sencillo «Padam Padam». Según Robbin Murray, de Clash, el álbum «se apoya en las energías club del original, llevándolas a distintos lugares», mientras que Alexa Camp, de Slant Magazine, describió su sonido como «pop electrónico propulsivo y synth pop aéreo», lo que remite a Tension. Por su parte, Joe Muggs, de The Arts Desk, consideró que está formado principalmente por «potenciadores efervescentes de pista de baile», y Quentin Harrison, de The Line of Best Fit, opinó que «mantiene la persuasión uptempo del dance pop de su predecesor». Chris Malone Mendez, de Forbes, lo definió como «repleto de salidas de dance pop de varios tempos, diseñadas para cualquier tipo de fiesta», y el medio austriaco Kronen Zeitung subrayó la mezcla de «himnos disco, stompers EDM, pop electrónico y un toque de los años 1980». En cuanto a las letras, el álbum explora temáticas como el amor, la envidia, la soledad y la moda. La cantante afirmó que, basado en los comentarios recibidos sobre el material, Tension II resulta ser más «energético» que su predecesor.
El álbum comienza con «Lights Camera Action», una canción electrónica de alta energía con influencias de club y eurodance. La crítica destacó su uso de sintetizadores «delirantes» y un ritmo marcado que remite a las producciones presentes en Tension. Con una duración de dos minutos y 42 segundos, ha sido comparada con trabajos anteriores de Minogue. Entre las canciones que ella ha mencionado como favoritas se encuentra «Taboo», descrita por la prensa especializada como una fusión de disco con arreglos de cuerdas que evocan el estilo del grupo sueco ABBA. También se le relacionó con temas como «Hung Up» de Madonna y «Toxic» de Britney Spears. Algunos críticos resaltaron su inclusión de la frase francesa un, deux, trois y letras que hacen referencia al deseo por alguien prohibido. «Someone for Me» incorpora influencias del dance pop de los años 1990, junto con elementos de disco, house y sonidos asociados a Ibiza y el balearic beat. Por su parte, «Good as Gone» adopta un enfoque más melancólico dentro de una estética cercana al balearic house y el disco, con arreglos de cuerdas, líneas de bajo definidas y secciones a capela que tratan sobre el desamor. «Kiss Bang Bang» desarrolla un sonido europop con «sintetizadores pesados» y voces procesadas, y fue comparada por algunos medios con el sencillo «Padam Padam». A continuación la sucede «Diamonds», una pista «más pop que electrónica» construida sobre una «línea de bajo implacable». «Hello» es una composición originalmente descartada durante las sesiones de Tension y luego reelaborada en un tema electropop con influencias de música electrónica y synth pop. En esta pista, Minogue aborda una lírica de carácter explícito y temas relacionados con sexo ocasional. El álbum concluye con «Dance to the Music», que incorpora elementos de funk y electropop, y se caracteriza por sus voces procesadas y «estribillos robóticos al estilo de Daft Punk». Su sonido fue comparado con el de Disco.

## Promoción

### Sencillos

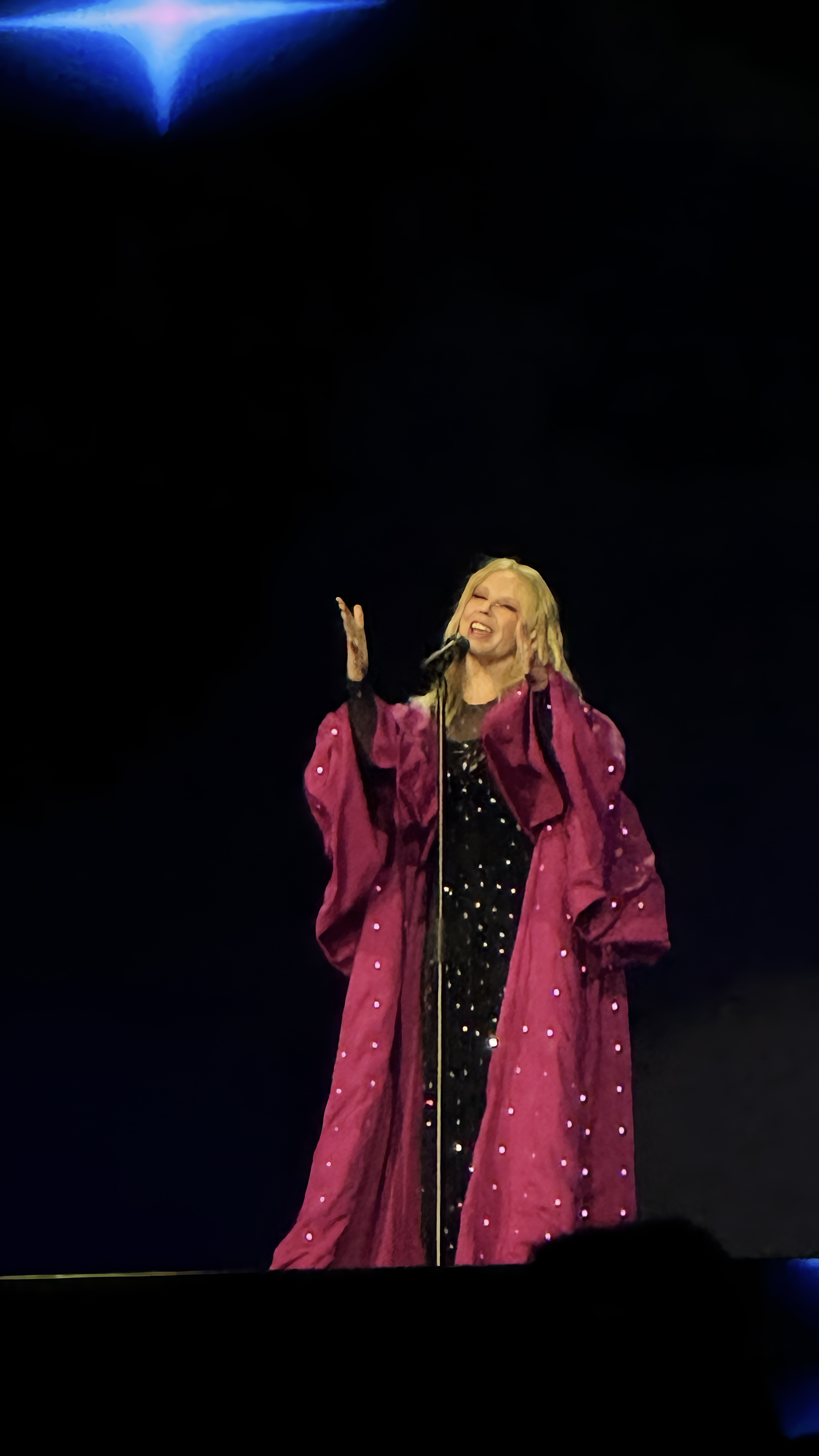
Minogue cantando en el Sziget Festival en Budapest.

El segundo sencillo de Reasonable Woman, el álbum de Sia, fue «Dance Alone», tema que cuenta con la colaboración de Minogue. La canción se estrenó en uno de los conciertos de la residencia More Than Just a Residency de Minogue y fue publicada por Atlantic Records el 15 de marzo de 2024. Tras su lanzamiento, recibió críticas variadas, en su mayoría favorables, aunque algunos especialistas elogiaron especialmente la participación de Minogue e insinuaron que era superior a la de Sia. A nivel comercial, «Dance Alone» logró posicionarse entre los diez primeros lugares en diversas listas de componentes en países como Australia, Croacia, Hungría, Letonia, Lituania y Estados Unidos. Por otro lado, «Midnight Ride», colaboración de Minogue, Orville Peck y Diplo, fue lanzado el 7 de junio de 2024 como segundo sencillo del álbum Stampede de Peck, bajo el sello Warner Music Group. En términos de desempeño comercial, alcanzó el puesto 7 en el UK Singles Downloads Chart. Además, fue nominado en la categoría Canción Crossover en los Premios People's Choice de ese mismo año.
El 11 de julio, Kylie Minogue publicó el sencillo «My Oh My», una colaboración con Bebe Rexha y Tove Lo, disponible en formatos digitales, de transmisión y físico. La crítica musical elogió su tono veraniego, y comercialmente, logró ingresar en las listas musicales de Australia, Estonia, Reino Unido y Estados Unidos. Su videoclip se estrenó el 9 de agosto y filmó en la residencia noble inglesa de Syon House, ubicada en Brentford, Londres. El 14 de agosto se publicó «Edge of Saturday Night», colaboración con The Blessed Madonna, bajo los sellos Warner y Margeverse. La canción, concebida inicialmente en 2020 como una idea de la propia The Blessed Madonna, incluye la voz de Minogue y créditos adicionales de composición por parte de ambas artistas. En cuanto a su desempeño comercial, ingresó en al puesto 22 de Reino Unido.

### Gira musical
Estoy súper emocionada de anunciar la Tension Tour 2025. ¡Estoy deseando compartir momentos hermosos y apasionantes con fanáticos de todo el mundo, celebrando la era Tension y mucho más! Ha sido un viaje emocionante hasta ahora y ahora, prepárense para un primer plano porque estaré llamando a Luces, Cámara, Acción... ¡y habrá un montón de Padaming!
Minogue sobre el tour.

Minogue habló por primera vez sobre la posibilidad de una nueva gira en julio de 2024, durante una entrevista en la que expresó su deseo de regresar a los escenarios con presentaciones en Australia y el Reino Unido. El 20 de septiembre anunció oficialmente la Tension Tour, coincidiendo con el lanzamiento del disco Tension II y el sencillo «Lights Camera Action».  Será su primera gira de conciertos desde el verano de 2019, además de marcar su retorno a los escenarios tras la residencia More Than Just a Residency. En el anuncio, declaró: «Estoy más que emocionada de anunciar la gira Tension 2025. No puedo esperar para compartir momentos hermosos y salvajes con mis fans de todo el mundo, celebrando la era Tension y mucho más». El recorrido comenzará el 15 de febrero de 2025 en Perth, e incluirá paradas en diversas ciudades de Australia, Asia y el Reino Unido, con fechas adicionales confirmadas en Europa, Norteamérica y Sudamérica. A raíz de la alta demanda en el Reino Unido, varios medios informaron un incremento significativo en las reservas hoteleras en las ciudades incluidas en el itinerario. Según el Evening Standard, este fenómeno fue apodado como el «efecto Kylie».

## Recepción

### Comentarios de la crítica
Tension II recibió reseñas positivas por parte de la crítica especializada. Metacritic, que asigna una puntuación promedio ponderada basada en críticas de diversas publicaciones, otorgó al álbum una calificación de 77 sobre 100, basada en doce reseñas, lo que indica «reseñas generalmente favorables». Durante su semana de lanzamiento, las revistas Rolling Stone y The Times lo incluyeron entre los mejores discos del momento.
Ky Stewart, del medio Junkee, lo calificó como uno de los mejores trabajos de la carrera de Minogue y una «consolidación de su legado en la música pop». Elogió la energía bailable del disco y lo describió como «más ruidoso, más sexy y sin disculpas». Helen Brown, de The Independent, le otorgó cinco estrellas y lo consideró «más audaz, más potente y más inventivo que su fiestero predecesor», destacando las interpretaciones de Minogue y la mayoría de las canciones, aunque consideró que «My Oh My» era una pista «olvidable». Claire Dunton, de The Music, señaló que canciones como «Lights Camera Action» y «Taboo» sobresalían, y afirmó que el disco ofrecía «la misma experiencia divertida y cargada de dopamina que todos sus álbumes anteriores». Will Hodgkinson, de The Times, lo describió como «pop disco preciso y disciplinado, con hooks que atrapan y clímax febriles en los momentos justos». Ed Power, editor de The i, elogió las colaboraciones del álbum —en particular «Midnight Ride» y «Hello»— y lo calificó como «una colección repleta de éxitos bailables, alimentados por el carisma inagotable de Kylie». Por su parte, Puah Ziwei, de NME, opinó que «todo en Tension II es Kylie en su mejor versión», aunque señaló «Hello» y «Diamonds» como los puntos débiles del repertorio.
Quentin Harrison, de The Line of Best Fit, elogió el enfoque enérgico del álbum y afirmó que su «precisión artesanal […] confirma que este es el mundo de Minogue, y que simplemente tenemos la suerte de vivir en él». Alim Kheraj, de Attitude, lo describió como una «gloriosa vuelta de victoria que supera a su predecesor». Lauren Murphy, de The Irish Times, lo consideró una «colección tenaz» de canciones y, aunque valoró las colaboraciones como temas individuales, opinó que su inclusión en el álbum resultaba «innecesaria». Ludovic Hunter-Tilney, de Financial Times, sostuvo que «se adhiere más al estilo clásico de Minogue» en comparación con su anterior entrega, y destacó «Taboo» como uno de los mejores cortes, mientras que fue crítico con «Midnight Ride», al que calificó como un «viaje disparatado», y con «Dance Alone», al que describió como «falto de carácter». Neil Z. Yeung, de AllMusic, resaltó el carácter bailable del álbum y lo describió como una colección de «himnos de baile irresistibles», aunque expresó su preferencia por los temas más inmediatos presentes en Disco y  Tension. John Earls, de Classic Pop, le otorgó cuatro estrellas y elogió el sonido general del disco y sus nuevas canciones, que consideró «dignas del brillo total de Kylie». Sin embargo, fue más crítico con las colaboraciones, a las que definió como el único «relleno» del tracklist, con la excepción de «Edge of Saturday Night». Robin Murray, de Clash, lo calificó como «Kylie en estado puro» y valoró positivamente varias pistas. No obstante, comentó que el proyecto estaba «anclado en las tendencias pop más directas» de la artista, lo que hacía que «se sintiera algo ligero por momentos», y señaló a «Hello» y «Dance to the Music» como ejemplos de ello.
Talia M. Wilson, del medio Riff, elogió el carácter «enérgico y divertido» del álbum, aunque consideró que el material resulta demasiado similar al estilo de «Padam Padam» y apunta a una «repetición innecesaria de ideas». Camp calificó el disco como la colección de canciones dance-pop más «descaradamente complaciente» de Minogue desde Aphrodite. No obstante, fue crítica con las colaboraciones, a excepción de «Edge of Saturday Night», y opinó que su inclusión, junto con la de «Dance to the Music», impidió que el álbum superara a su predecesor. Joe Muggs, de The Arts Desk, valoró positivamente temas como «Edge of Saturday Night» y «Good as Gone», y aplaudió la resistencia vocal de Minogue a lo largo del disco, aunque cuestionó su papel como secuela de Tension, su sonido dance directo y reflexionó sobre «cómo sonaría un álbum verdaderamente maduro de Kylie». Pip Ellwood-Hughes, de Entertainment Focus, fue más crítico, considerando que gran parte del material era demasiado similar al de sus álbumes anteriores, como Tension y Disco, y sostuvo que carecía de cohesión y planificación. Kronen Zeitung publicó una crítica mixta: aunque definió Tension II como un «sólido álbum pop», lo consideró inferior a Tension, citando una aparente falta de temas memorables y una mezcla «homogénea». Por su parte, Shaad D’Souza, de The Observer, ofreció una reseña negativa; aunque reconoció momentos «vibrantes y gratificantes», opinó que el álbum no logra recrear los puntos altos de su antecesor y se limita a repetir las ideas centrales de «Padam Padam» —ritmos eurodance exagerados, ganchos vocales sin sentido e intentos autoconscientes de humor camp— hasta el agotamiento.

### Desempeño comercial
En Australia, Tension II debutó en el primer puesto de la lista ARIA Charts, así como en las de Australian Artists y Vinyl Albums. Con este lanzamiento, Minogue alcanzó su octavo álbum de estudio número uno, su quinto consecutivo en dicha posición y el noveno en general en el país. Además, se posicionó como la novena artista con más discos número uno en la historia de las listas australianas. En Japón, llegó al número 47 de la lista Download Albums Chart de Billboard Japan y al 40 del Oricon Digital Albums Chart. En el Reino Unido, el álbum debutó en el primer puesto de la Official Albums Chart, con 35 235 unidades vendidas en su semana de lanzamiento. Se convirtió así en el décimo número uno de Minogue en ese país. Con este logro, se unió a ABBA, Coldplay, Queen y Michael Jackson, y amplió su récord como la tercera artista femenina con más álbumes en la cima del listado, solo por detrás de Madonna y Taylor Swift, ambas con doce. Además, el disco encabezó la Official Vinyl Albums Chart en su primera semana. En Estados Unidos, ingresó en el puesto 98 del Billboard 200, con 9000 ventas puras durante su primera semana.

## Posicionamiento en listas
| Lista (2024)                             | Mejor posición |
| ---------------------------------------- | -------------- |
| Australia (ARIA)                         | 1              |
| Austria (Ö3 Austria)                     | 6              |
| Bélgica (Ultratop flamenca)              | 4              |
| Bélgica (Ultratop valona)                | 3              |
| Canadá (Billboard Canadian Albums)       | 64             |
| Países Bajos (Album Top 100)             | 5              |
| Francia (SNEP)                           | 21             |
| Alemania (Offizielle Top 100)            | 4              |
| Hungarian Physical Albums (MAHASZ)       | 34             |
| Irlanda (OCC)                            | 8              |
| Italian Albums (FIMI)                    | 25             |
| Escocia (Scottish Albums Chart)          | 1              |
| Suiza (Schweizer Hitparade)              | 4              |
| Reino Unido (UK Albums Chart)            | 1              |
| Reino Unido (UK Independent Albums)      | 1              |
| Estados Unidos (Billboard 200)           | 98             |
| Estados Unidos (Independent Albums)      | 14             |
| Estados Unidos (Dance/Electronic Albums) | 2              |